# David Jirka

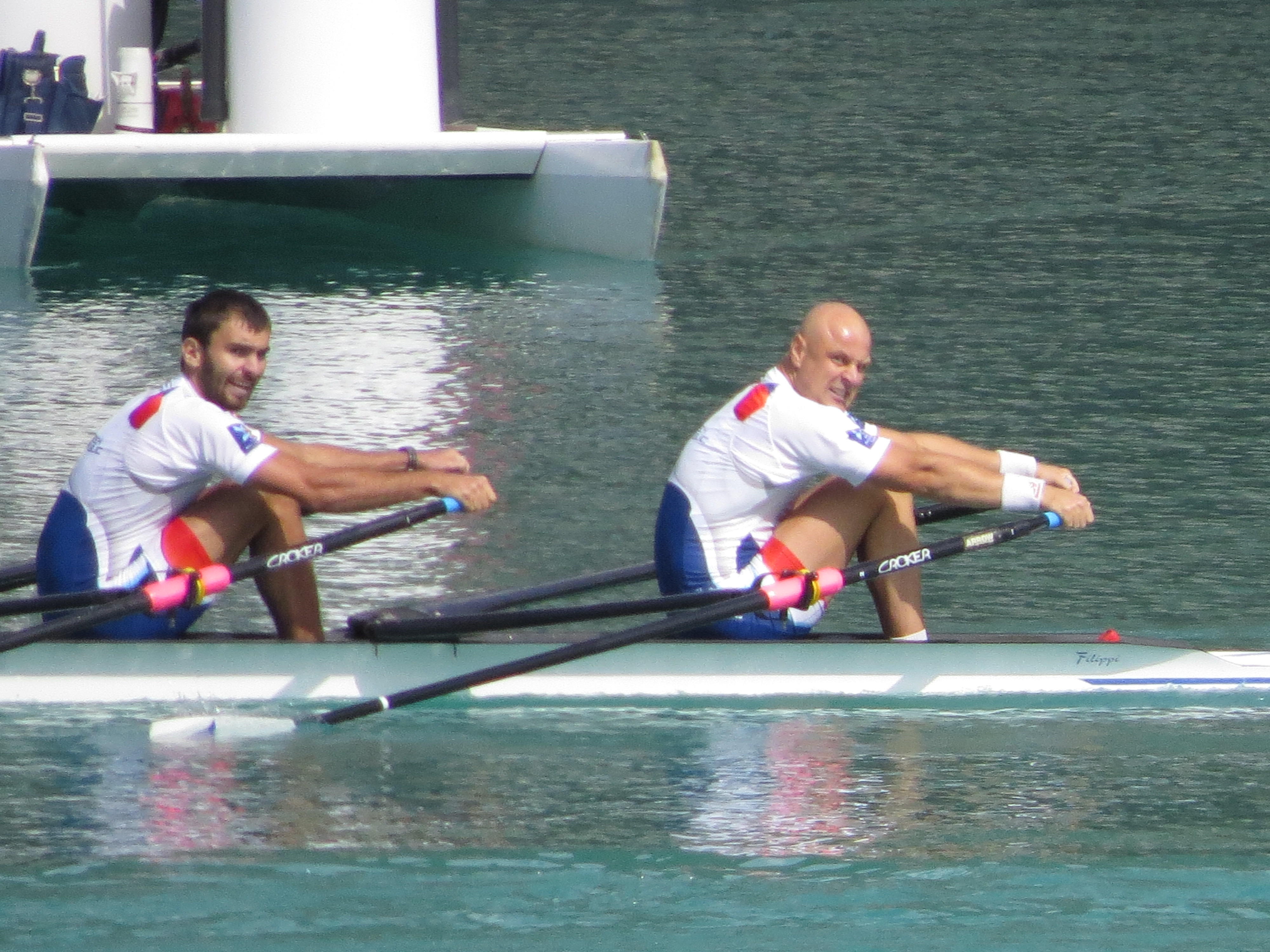
Michal Plocek und David Jirka (rechts) bei der WM 2015

David Jirka (* 4. Januar 1982 in Jindřichův Hradec) ist ein tschechischer Ruderer.
Jirka war bei den Junioren-Weltmeisterschaften 1999 Vierter im Achter, 2000 gewann er die Bronzemedaille im Doppelvierer. In der Erwachsenenklasse startete Jirka 2002 im Vierer ohne Steuermann und ruderte in dieser Bootsklasse auf den elften Platz bei den Weltmeisterschaften. 2003 kehrte er in den Doppelvierer zurück. Nach zwei vierten Plätzen und einem zweiten Rang im Weltcup 2003 gewannen David Kopřiva, Petr Vitásek, Jakub Hanák und David Jirka bei den Weltmeisterschaften in Mailand die Silbermedaille hinter dem deutschen Doppelvierer. Im Weltcup 2004 belegte Jirka mit dem Doppelvierer zweimal den dritten Platz, im Finale der Olympischen Spiele in Athen siegten die Russen vor den Tschechen mit David Kopřiva, Tomáš Karas, Jakub Hanák und David Jirka.
2005 belegte der tschechische Doppelvierer im Weltcup zweimal den zweiten und einmal den dritten Platz, bei den Weltmeisterschaften in Gifu ruderten Milan Doleček, Václav Chalupa, Jakub Hanák und David Jirka auf den vierten Platz. Im Weltcup 2006 siegte der tschechische Doppelvierer in München und Luzern und belegte in Posen den dritten Platz hinter Polen und Frankreich. Bei den Weltmeisterschaften in Eton erreichten Tomáš Karas, Václav Chalupa, Milan Doleček und David Jirka den fünften Platz. In der Saison 2007 belegte Jirka mit dem Doppelvierer zweimal Medaillenränge im Weltcup, bei den Weltmeisterschaften in München kamen Petr Vitasek, Tomáš Karas, Jakub Hanák und David Jirka als Fünfte ins Ziel. Nachdem bereits im Weltcup 2008 die Ergebnisse deutlich schwächer als in den Vorjahren ausfielen, verpasste der tschechische Doppelvierer mit Vitasek, Doleček, Hanák und Jirka bei den Olympischen Spielen 2008 das A-Finale und belegte den zehnten Platz. Mit Karas für Doleček belegte der tschechische Doppelvierer bei den Europameisterschaften zum Saisonausklang den vierten Platz.
Bei den Europameisterschaften 2010 ruderten Petr Vitasek und David Jirka im Doppelzweier zur Bronzemedaille. Bei den Weltmeisterschaften in Neuseeland ruderten die beiden auf den neunten Platz. Nach einer schwachen Saison im Doppelzweier 2011 mit einem zwölften Platz für Vitasek und Jirka bei den Weltmeisterschaften ruderte Jirka mit einem jungen Doppelvierer auf den sechsten Platz bei den Europameisterschaften 2011. Nachdem der tschechische Doppelvierer bei der entscheidenden Regatta in Luzern 2012 die Olympiaqualifikation verpasst hatte, ruderte Jirka bei den Europameisterschaften 2012 im Achter auf den dritten Platz. Nach einem sechsten Platz mit dem Achter bei den Europameisterschaften 2013 trat Jirka bei den Europameisterschaften 2014 wieder im Doppelvierer an und belegte den siebten Platz. Bei den Weltmeisterschaften 2014 ruderte Jirka mit dem Doppelvierer auf den siebzehnten Platz.
Der 1,90 m große David Jirka rudert für Dukla Prag.